# Coracora (distrito)
Coracora é um distrito do peru, departamento de Ayacucho, localizada na província de Parinacochas.

## Transporte
O distrito de Coracora é servido pela seguinte rodovia:
- PE-30B, que liga o distrito de Andahuaylas (Região de Apurímac) à cidade
- PE-32, que liga o distrito de Chaparra (Região de Arequipa) à cidade de Puquio (Região de Ayacucho)
- AY-115, que liga a cidade ao distrito de Sancos
- AY-116, que liga a cidade ao distrito de Pausa